# Gare de Sisteron
La gare de Sisteron est une gare ferroviaire française de la ligne de Lyon-Perrache à Marseille-Saint-Charles (via Grenoble), située au sud du centre-ville du chef-lieu de la commune Sisteron dans le département des Alpes-de-Haute-Provence en région Provence-Alpes-Côte d'Azur.

## Situation ferroviaire
Établie à 483 mètres d'altitude, la gare de Sisteron est située au point kilométrique (PK) 290,565 de la ligne de Lyon-Perrache à Marseille-Saint-Charles (via Grenoble), entre les gares ouvertes de Laragne et de Château-Arnoux-Saint-Auban. En direction de Laragne, s'intercalent le tunnel de Sisteron, long de 847 m  (situé sous la ville) et la gare fermée de Mison, et en direction de Château-Arnoux, les gares fermées de Peipin et de  Château-Arnoux - Volonne.
C'est une gare d'évitement, avec une deuxième voie pour le croisement des trains sur une ligne à voie unique.

## Histoire
- Le 25 novembre 1872, ouverture de la section de ligne entre Volx et Sisteron.
- Le 1er février 1875, ouverture de la section de ligne entre Sisteron et Veynes - Dévoluy.

## Fréquentation
De 2015 à 2023, selon les estimations de la SNCF, la fréquentation annuelle de la gare s'élève aux nombres indiqués dans le tableau ci-dessous.
| Année     | 2015   | 2016   | 2017   | 2018   | 2019   | 2020   | 2021   | 2022   | 2023   |
| --------- | ------ | ------ | ------ | ------ | ------ | ------ | ------ | ------ | ------ |
| Voyageurs | 59 324 | 59 203 | 65 174 | 50 051 | 45 132 | 21 755 | 32 898 | 43 042 | 48 324 |

## Service des voyageurs

### Accueil
La gare dispose d'un parking extérieur avec un guichet, ouvert tous les jours de 16h30-18h30. Mais pas de distributeurs de titres de transport. Les autocars assurant des liaisons régionales marquent l'arrêt dans la cour de la gare.

### Desserte
Il est possible de relier Grenoble par changement de train en gare de Veynes - Dévoluy (4 relations quotidiennes).
Toutes les relations TER  PACA Marseille - Gap - Briançon (6 par jour dans chaque sens) font arrêt à Sisteron.

Installations et desserte de la gare
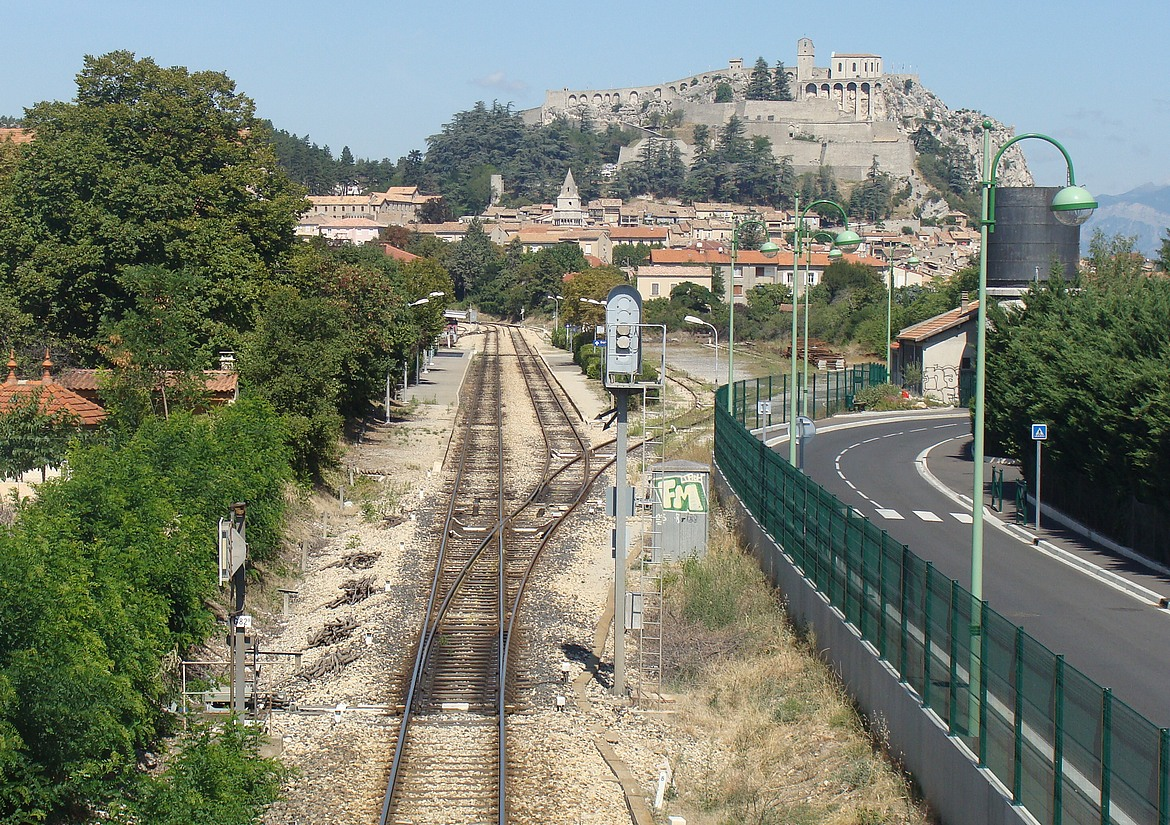
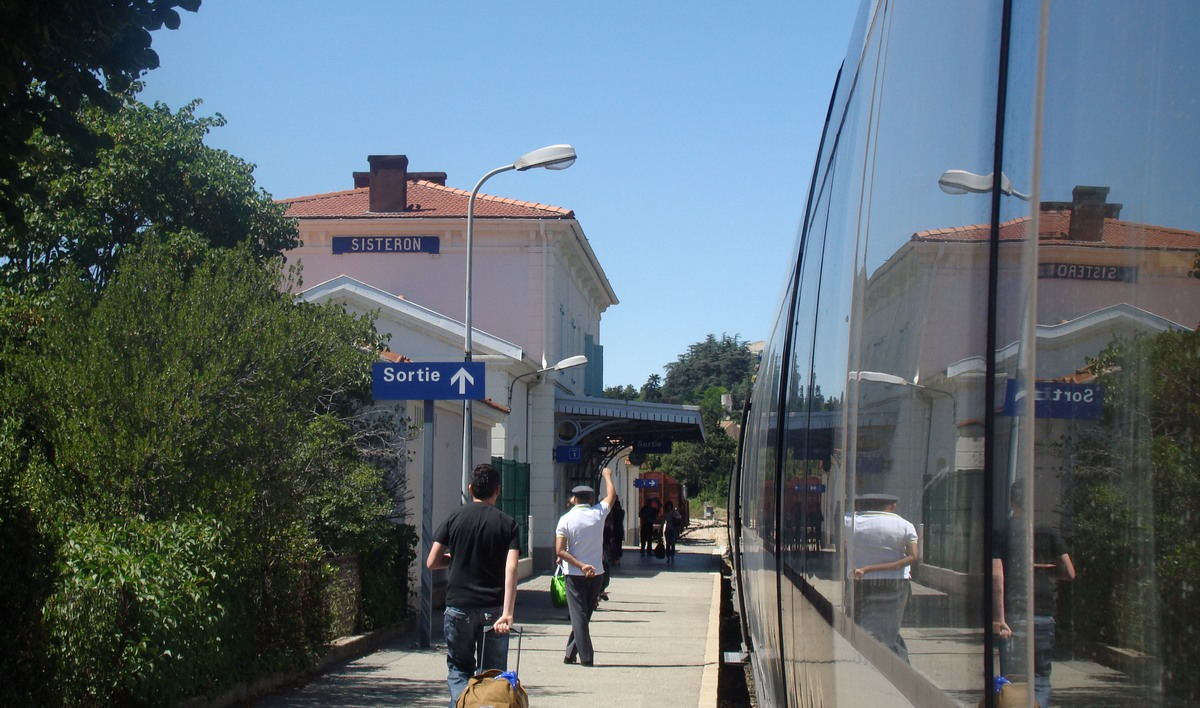

## Service des marchandises
Cette gare est ouverte au service du fret (uniquement par train massif).